# Glenea luteosignata
Glenea luteosignata là một loài bọ cánh cứng trong họ Cerambycidae.